# Fuschler Ache
Fuschler Ache – rzeka w Austrii w krajach związkowych Salzburg i Górna Austria. Wypływa z jeziora Fuschlsee, uchodzi do jeziora Mondsee, którego jest największym dopływem. Jej długość wynosi 22,15 km, spadek – 182 m. Powierzchnia zlewni wynosi 117,6 km².